# Selma Meyer
Sara Cato Meyer, más conocida como Selma Meyer (también Meijer) (Ámsterdam, 6 de julio de 1890 - Berlín, 11 de febrero de 1941) fue una pacifista y feminista neerlandesa de origen judío. Formó parte de la resistencia alemana durante la II Guerra Mundial.

## Familia y vida privada
Selma Meyer nació en Ámsterdam, en el seno de una familia judía. Hija de Moritz Meyer (1865-1906) y de Sophie Meyer-Philips (1868-1955), esta última familia (prima y sobrina) de los fundadores de la Fábrica de Bombillas Philips, más tarde, la Compañía Philips situada en la localidad de Eindhoven. 
Moritz Meyer falleció cuando su hija tenía quince años, dejando a la familia en una mala situación económica. Selma Meyer comenzó a trabajar a la edad de 18 años, los primeros diez años como mecanógrafa y taquigráfica en la Holland Typing Office (HTO). Por esta época, la traductora Annette Monasch vino a vivir a la casa familiar. Selma y Annette se hicieron amigas y desde marzo de 1921 hasta septiembre de 1922 viajaron juntas por Europa. 
En 1926 HTO pasó a manos de Annette Monasch y un año después Selma Meyer se convirtió en socia de la empresa. Era una compañía que ofrecía servicios de mecanografía y copia, además de ser una de las primeras agencias de empleo en los Países Bajos, proporcionando mecanógrafas y, más tarde, vendiendo máquinas de escribir y material de oficina.

## Implicación social
En 1923, Meyer entró a formar parte de la Liga de Mujeres Pacifistas; la sección holandesa de la Liga Internacional de Mujeres por la Paz y la Libertad, de la que se convirtió en secretaria y cuya presidencia en ese momento estaba ocupada por Cornelia Ramondt-Hirschmann. Como secretaria, Meyer desarrolló varias iniciativas y visitó conferencias internacionales. 
En la década de 1930, Meyer formó parte de varios comités, y se implicó muy activamente en el Comité de Mujeres Neutrales para los Refugiados, una organización que recibía a mujeres refugiadas de Alemania y a las víctimas de la Guerra Civil Española y, así mismo, se implicó en la resistencia en Alemania. Participó, además, en el Comité Wuppertal, fundado después del arresto masivo de disidentes políticos en Wuppertal. El boletín, que el comité publicó en cuatro idiomas, fue elaborado por la Holland Typing Office y distribuido por toda Europa. 
Entre los años 1930 y 1936 fue miembro del Partido Socialdemócrata Obrero de Alemania (SDAP). Fue una de las fundadoras del Centro Nacional de la Paz (CPN) el 13 de agosto de 1936 y en enero de 1937, con el presidente de la CPN, Ko Beuzemaker, y el sindicalista ferroviario, Nathan Nathans, asistió a una Conferencia Internacional de Ayuda a la España Republicana, que se celebró en París.
A partir de 1937 Meyer se involucró cada vez más en las acciones antifascistas internacionales. Por esa época conoció a Hans Ebeling -publicista y político alemán, organizador de la resistencia al nacionalsocialismo desde los Países Bajos- de quien se convertiría en amiga cercana. Selma Meyer y la Holland Typing Office (HTO) desempeñaron un papel importante en la publicación de Kameradschaft, una revista creada por Ebeling y Theo Hespers dirigida a grupos juveniles antinazis. Meyer apoyó tanto personal como financieramente a Ebeling y Hespers no solo con esta revista que se imprimión en la HTO de Ámsterdam, sino también con otras publicaciones relacionadas con la resistencia, realizando, además la traducción de artículos y correcciones de pruebas. Con Ebeling fundó el Comité de Ayuda a los Jóvenes Refugiados Alemanes, a los que ayudó en su traslado, proporcionandoles, una vez fuera del país, refugio, trabajo y dinero.
A finales de 1939, Selma Meyer era una persona destacada de la "Sonderfahndungsliste" (Lista Negra) de la "Abwehr" -o polícia política de Hitler, también conocida por Gestapo- en Wilhelmshaven. Durante la invasión nazi de los Países Bajos, estar en esta lista suponía ser una persona buscada e interrogada por la Gestapo.
En abril de 1940 Meyer enfermó. En el momento en que las tropas nazis alemanas invadieron los Países Bajos, el 10 de mayo de 1940, ella estaba Zeeland, donde había viajado para recuperarse. De allí huyó a Francia. Debido a las preocupaciones de su madre y su personal empleado en la HTO, regresó a Ámsterdam y se unió a la resistencia holandesa. El 26 de octubre de 1940 fue arrestada. Después de ser interrogada en Ámsterdam y La Haya, y trasladada a Berlín a mediados de noviembre para ser interrogada por la Gestapo en la prisión de Berlín-Moabit. En enero de 1941 contrajo peritonitis lo que provocó su ingreso en el hospital judío de Berlin. Allí murió por complicaciones tras la cirugía. Selma Meyer tenía cincuenta años cuando falleció, fue enterrada en una tumba sin identificar en el cementerio judío de Weissensee.